# ジレンマ (ecosystemの曲)
「ジレンマ」は、日本のバンド・ecosystemの楽曲で、1枚目のシングル。2011年11月30日にSME Recordsから発売された。

## 解説
バンドのメジャーデビューシングルで、表題曲は、アニメ『銀魂'』のオープニングテーマに起用された。通常盤と、期間限定生産（銀魂盤）の2形態で発売され、銀魂盤には、同作の主人公、坂田銀時がプリントされたスリーブケースが付属。
公式ページのキャッチコピーは、『大阪発4ピースバンド！いきなり人気TVアニメ「銀魂」OPでデビュー！』

## 収録曲
- 全曲、作詞・作曲：壺坂恵　編曲：ecosystem・Tomi Yo

1. ジレンマ [3:59]
テレビ東京系アニメ『銀魂'』第2期[注 1]オープニングテーマ[注 2]。
オープニングテーマとして使用され始めた2011年10月3日に、着うたが先行配信された[3]。
2. 夜の街 [4:07] [3:57]
3. 妄想キセイ